# Foinikas Syros
Der Foinikas Syrou, vollständiger Name: Athlitikos Omilos Foinikas (tis) Syrou (deutsch: ‚Sportverein Foinikas (von) Syros‘) (griechisch Φοίνικας Σύρου, vollständig: Αθλητικός Όμιλος Φοίνικας Σύρου), auf europäischer Ebene als Foinikas Syros bekannt, ist ein griechischer Volleyballverein aus Syros. Seine Spiele trägt der Verein in Ermoupolis aus.

## Geschichte
Als Sportverein wurde der AO Foinikas am 7. Dezember 1980 in Foinikas auf Syros gegründet und Anfang 1981 als solcher registriert. Zunächst installierte die Vereinsleitung eine Fußballabteilung. Später eine für Basketball. Ab 1984 folgte eine weitere für Volleyball. Die Fußballmannschaft spielte bis zu ihrer Auflösung im Jahr 1999, in den niedersten Spielklassen Griechenland. Die Volleyballer hingegen, zelebrierten ihre erste Regionalmeisterschaft 1991. Diesen Erfolg wiederholten sie in den Jahren 1994, 1995, 1996, 1997, 1999 und 2000, bevor es ihnen ebenfalls in der Saison 1999/2000 gelang in die vierte griechische Liga aufzusteigen. Diese beendeten sie auf dem ersten Rang, der zum Aufstieg in die dritte Liga berechtigte. Der Foinikas Syrou war somit der erste Verein der Inselgruppe der Kykladen, dem dies gelang. Der Aufstieg in die zweite Liga erfolgte zur Saison 2005/06 und der Weg ins Oberhaus, der ersten griechischen Liga, folgte zur Saison 2008/09.
Ihre erste erstklassige Saison beendete der AO Foinikas auf dem fünften Rang. Dieser Erfolg berechtigte zur Teilnahme am BVA Cup des Folgejahres. Durch die Doppelbelastung gelang es dem Klub zur Saison 2009/10 nicht die Klasse zu halten und stieg zusammen mit dem AEK Athen aus der ersten Liga ab. Der direkte Wiederaufstieg führte den Verein in der Saison 2011/12 zur ersten Vizemeisterschaft und ins Finale des Ligacups. Während man sich die Meisterschaft entgehen ließ, sicherte man sich den Ligacup durch einen 3:0 Satzerfolg über Apollon Kalamarias. In der Saison 2012/13 nahm der Verein am Wettbewerb des Challenge Cups teil. Im selben Jahr erreichte man zudem das Finale des heimischen Vereinspokals. Dort gab man sich mit 0:3 Sätzen dem Olympiakos Piräus geschlagen. In der Liga erreichte man den fünften Rang.

## Platzierungen
Platzierungen in der höchsten Spielklasse seit erstmaligem Aufstieg
| Saison        | 09 | 10 | 11 | 12 | 13 | 14 | 15 | 16 | 17 | 18 | 19 | 20 | 21 |
| ------------- | -- | -- | -- | -- | -- | -- | -- | -- | -- | -- | -- | -- | -- |
| Platzierungen | 5  | 12 | –  | 2  | 5  | 4  | 3  | 2  | 6  | 3  | 3  | 4  | 2  |

## Titel
- Griechischer Ligacup: 2

2012, 2021
- Griechischer Supercup: 1

2021